# Hydroptila matsuii
Hydroptila matsuii är en nattsländeart som beskrevs av Kobayashi 1974. Hydroptila matsuii ingår i släktet Hydroptila och familjen smånattsländor. Inga underarter finns listade i Catalogue of Life.